# Anthocoris
Anthocoris – rodzaj niewielkich, drapieżnych owadów z podrzędu pluskwiaków różnoskrzydłych, z rodziny dziubałkowatych (Anthocoridae). Jest rodzajem typowym w obrębie swojej rodziny.
Rodzaj obejmuje gatunki pluskwiaków drapieżnych, których zarówno larwy (nimfy) jak i owady dorosłe żywią się głównie mszycami (zarówno owadami dorosłymi, jak i larwami czy jajami). Dzięki temu ta grupa owadów jest uważana za ważnego i pożytecznego bioregulatora szkodników sadów i pól. Są to owady wszechobecne, choć niektóre preferują tylko wybrane gatunki roślin. Zimują w stanie hibernacji głównie dorosłe samice, choć zdarza się to i samcom. Jaja składają w naskórku pędów i liści roślin żywicielskich ich ofiar. W zależności od gatunku i strefy klimatycznej wytwarza od 1 do 4 pokoleń w ciągu roku.
Gatunki
- Anthocoris alienus (White, 1880)
- Anthocoris albiger (Reuter, 1884)
- Anthocoris alpinus (Zheng, 1984)
- Anthocoris amplicollis (Horváth, 1893)
- Anthocoris antevolens (White, 1879)
- Anthocoris bakeri (Poppius, 1913)
- Anthocoris bicuspis (Herrich-Schaeffer, 1835)
- Anthocoris butleri (Le Quesne, 1954)
- Anthocoris chibi (Hiura, 1959)
- Anthocoris confusus (Reuter, 1884)
- Anthocoris dimorphicus (Anderson et Kelton, 1963)
- Anthocoris expansus (Bu, 1995)
- Anthocoris flavipes (Reuter, 1884)
- Anthocoris fulvipennis (Reuter, 1884)
- Anthocoris gallarumulmi (De Geer, 1773)
- Anthocoris gracilis (Zheng, 1984)
- Anthocoris hsiaoi (Bu & Zheng, 1991)
- Anthocoris japonicus (Poppius,1909)
- Anthocoris kerzhneri (Bu & Zheng, 2001)
- Anthocoris limbatus (Fieber, 1836)
- Anthocoris minki (Dohrn, 1860)
- Anthocoris miyamotoi (Hiura, 1959)
- Anthocoris montanus (Zheng, 1984)
- Anthocoris musculus (Say, 1832)
- Anthocoris nemoralis (Fabricius, 1794)
- Anthocoris nemorum (Linnaeus, 1761) – dziubałek gajowy
- Anthocoris nigripes (Reuter, 1884)
- Anthocoris pericarti (Bu & Zheng, 2001)
- Anthocoris pilosus (Jakovlev, 1877)
- Anthocoris qinlingensis (Bu & Zheng, 1990)
- Anthocoris salicis (Lindberg, 1953)
- Anthocoris sarothamni (Douglas & Scott, 1865)
- Anthocoris sibiricus (Reuter, 1875)
- Anthocoris simulans (Reuter, 1884)
- Anthocoris thibetanus (Poppius, 1909)
- Anthocoris tomentosus (Péricart, 1971)
- Anthocoris tristis (Van Duzee, 1921)
- Anthocoris visci (Douglas, 1889)
- Anthocoris whitei (Reuter, 1884)
- Anthocoris zoui (Bu & Zheng, 2001)